# Obština Sărnica
Obština Sărnica (bulharsky Община Сърница) je bulharská jednotka územní samosprávy v Pazardžické oblasti. Leží ve středním Bulharsku v Západních Rodopech. Správním střediskem je město Sărnica, kromě něj obština zahrnuje 2 vesnice. Žije zde necelých 5 tisíc stálých obyvatel.
Obština vznikla 1. ledna 2015 vydělením z obštiny Velingrad.

## Sídla
Všechna sídla v obštině jsou samosprávná.
| - Medeni Poljani - Pobit Kamăk - Sărnica (sídlo správy) |

## Sousední obštiny
| Růžice kompasu | Belica | Velingrad       |        | Růžice kompasu |
| Růžice kompasu | Bansko | Sever           | Batak  | Růžice kompasu |
| Růžice kompasu | Bansko | Obština Sărnica | Batak  | Růžice kompasu |
| Růžice kompasu | Bansko | Jih             | Batak  | Růžice kompasu |
| Růžice kompasu | Gărmen | Satovča         | Dospat | Růžice kompasu |

## Obyvatelstvo
V obštině žije 4 702 stálých obyvatel a včetně přechodně hlášených obyvatel 5 235. Podle sčítáni 1. února 2011 bylo národnostní složení následující:
- Bulhaři: 2 410 (79.6 %)
- Turci: 317 (10.5 %)
- ostatní: 302 (10.0 %)